# نمازخانه طلایی

نمایی از سالن نمازخانه طلایی یا نمازخانهٔ جدیدالایمان‌ها.

نمازخانهٔ طلایی (به پرتغالی: Chapel Golden) که به آن نمازخانهٔ جدیدالایمان‌ها (به پرتغالی: Capela dos Noviços) نیز گفته می‌شود، نمازخانه‌ای متعلق به فرقهٔ فرانسیسکن‌ها است که در شهر رسیفی، ایالت پرنامبوکو، برزیل واقع شده‌است.
این نمازخانه در محل صومعه و کلیسای سانتو آنتونیو، که شامل کلیسا و موزه هنرهای مذهبی فرانسیسکن‌ها است، واقع شده‌است.

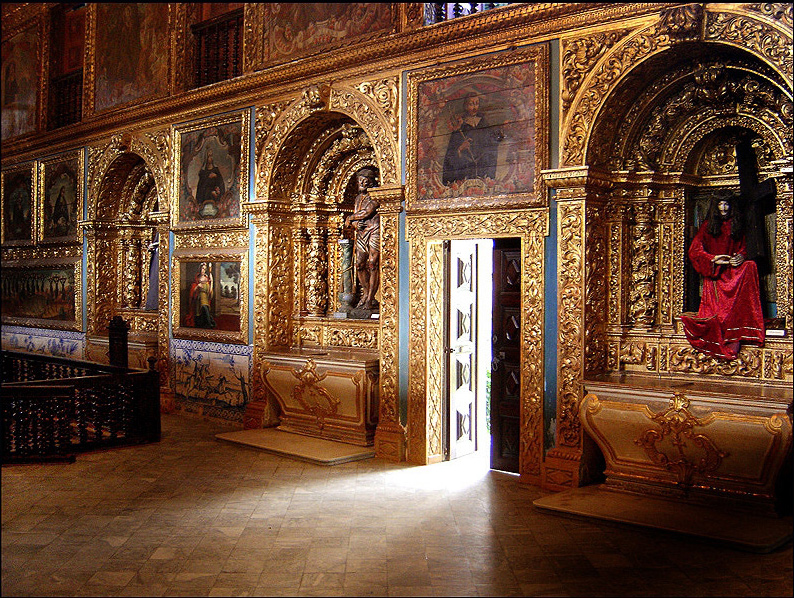
کنده‌کاری‌های تزئینی که در چوب تراشیده شده و با لایه‌های نازک طلا پوشانده شده‌است.